# Hexoplon rosalesi
Hexoplon rosalesi là một loài bọ cánh cứng trong họ Cerambycidae.